# Eucoptacra bicornis
Eucoptacra bicornis är en insektsart som beskrevs av Baccetti 2004. Eucoptacra bicornis ingår i släktet Eucoptacra och familjen gräshoppor. Inga underarter finns listade i Catalogue of Life.